# 陈志良
陈志良又名陈之亮，(1908年1月22日-1961年)，祖籍上海，1908年1月22日生于上海浦东其昌栈，1961年初病故。

## 生平

### 求學
- 1915年7岁进私塾，3、4年后进上海县立第二高等小学校（在浦东杨家渡，后改名震修小学、东昌区第一中心小学）读二年级，初小毕业。
- 1922年考入上海隆衷学校附属小学读四年级。小学毕业后读了1年初中，因病休學。在隆衷时对古文产生了浓厚兴趣，曾多次在会考中获得好名次。
- 1925年春，考入了由吴兴人、汤济沧所创办的上海文科专修学校国学系。该校教师有汤济沧（后当了国民党上海市党部常务委员）、潘公展（与陈布雷同为上海商报主笔，后当了农工商局局长）等。2年后，北伐胜利，汤、潘当了大官，学校停办。

### 小学教师
- 1932年，在当小学教师时，参加了胡朴安创办的中国文化学院国学讲习所，对卫聚贤主讲的古史特别感兴趣，时常找他，请教他，跟他学习古史、考古、考据等。卫聚贤成了其思想、学术、方法各方面影响最深之人。同学金祖同也成了莫逆之交。

### 上海市立洋泾中学国文教师
- 1936年，在市立洋泾中学教国文时，应校长张载伯之邀，创办浦东地方报东报，任主笔。

### 中央银行经济研究处职員
- 1937年8月，上海八一三抗战时学校停课东报停办。
- 1946年8月，抗战胜利陈志良回到上海，由同乡同学张裕良出资，复刊东报。
- 1937年11月，浦东沦陷，一家老少住在上海卫聚贤（卫时任国民党中央银行经济研究处任职）处，担任了1年多的编辑，主要是《说文月刊》，有文字、语言、历史、考古。

### 香港
- 1939年5月，乘船至香港，住在「香港渔民协会」（香港渔民即疍民）谢愤生处，做文书。此时，编写了《香港渔民概况》、《日寇摧残香港渔民实录》。

### 广西省立特种教育师资训练所教員
- 1939年10月，到广西桂林，在《省立特种教育师资训练所》任教。

### 桂林私立汉民中学国文、历史科老師
- 1940年秋，进桂林私立汉民中学（后该为公立）教国文、历史。在桂林期间，被聘为“广西建设研究会文化部”研究员。

### 中央銀行桂林分行文书课職員
- 1941年1月，经卫聚贤之邀，考进国民党央行桂林分行，派在文书课。

### 中央銀行昆明分行发行局文书课職員
- 1944年，湘桂大撤退时，调到昆明央行发行局文书课。

### 中央銀行重庆分行总行人事处甄训科職員
- 1945年，日本投降后，调到重庆央行总行人事处甄训科。

### 回到上海，直到1949年5月上海解放
- 1946年5月，随行到上海，直到1949年5月上海解放。在桂林、昆明、重庆、上海时经常和田汉在一起。在昆明时，认识了闻一多等人。

### 中国人民银行华东区分行人事处留用
- 解放后，被中国人民银行华东区行人事处留用。

### 苏州银行学校语文老師
- 1953年4月，调到苏州银行学校教语文。

### 被开除教職
- 1954年1月，因历史问题等被开除回家。

### 受聘为东北人民大学中文系资料室主任
- 1956年2月，经东北人民大学（后改为吉林大学）图书馆馆长汪馥泉教授介绍，聘为中文系资料室主任、讲师，教古代汉语，月薪120元。

### 被划为右派
- 1958年，被划为右派，开除回家。

### 以历史反革命罪被判刑
- 1959年，以历史反革命罪（参加国民党任区分部委员、参加保卫团、竞选浦东区区长等）被判7年有期徒刑

### 病死
- 1961年初因脑溢血病死于狱中

### 平反
- 1975年，吉林大学予以平反，补发6个月工资(120元X6=720元?)
- 1979年8月15日，上海黄浦区人民法院黄法复字第93号撤销原历史反革命判决。

## 著作
- 已出版的書籍：

1. 奄城访古记（1935年）          4万字
2. 考古学论集（1941年）          35万字
3. 广西特种部族歌谣集（1942年）  20万字
4. 新疆的民族与礼俗（1944年）    5万字
5. 西南风情记（1950年）          9万字

- 在报纸杂志发表过的文章：

1. 考古（2万字），少数民族（5万字），民俗（6万字），广西文化（2万字），戏剧（7万字），游记（3万字）。

- 未出版的稿本有4种：

1. 明末清初的上海（6万字，1954年被上海市文化局以300万元旧币收买作内部参考资料）；
2. 广西民俗资料（17万字）；
3. 古巴虐待华工（15万字，已投稿，因出版单位怕影响外交关系而退回）；
4. 上海岁时风俗志（3万字）。

须补充而謄正的1种：西南戏曲唱本提要。
已有基本材料，尚需补充而编成初稿的9种：
1. 盘古研究（10万字）；
2. 伏羲研究（6万字）；
3. 广西少数民族传说的研究（4万字）；
4. 广西少数民族史料汇编（30万字）；
5. 广西的少数民族（5万字）；
6. 瑶族史；
7. 广西文化论集（7万字）；
8. 客家歌谣集（4万字）；
9. 抗战期间的考古发现（5万字）

广西文化论集目录：
1. 铜鼓研究
2. 灵渠考
3. 城越城考
4. 铜柱考
5. 桂林西山访古记
6. 桂林开元寺考
7. 广西古城誌
8. 广西的社
9. 文献中的广西方言
10. 广西地名中的图腾现象
11. 桂戏概况

## 参加的学术团体
解放前参加的有：
1. 禹贡学会。1935年由罗香林介绍，发表过“禹生石纽考”。
2. 新亚细亚学会。由庄学本加入。
3. 开发西北协会。由庄学本介绍加入，刊登过“新疆的民族与礼俗”（1935年）。
4. 中国边疆问题研究会。
5. 吴越史地研究会。由卫聚贤主办，陈任研究员，为最得力人员之一。曾到江苏常州淹城及金山卫去访古，开展览会，出版丛书及说文月刊。
6. 中国民俗学会。娄子匡主办。投过稿。
7. 中西文化学社。在成都由郭祝崧介绍加入。
8. 广西建设研究会。在桂林由张仲友介绍加入，任文化部研究员。该会由民主人士李存仁、陈劭先负责。

解放后参加的有：
1. 上海新文学工作者协会。该会负责人为倪海曙，出版“新文字月刊”、“语文知识”等刊物。陈任该会区分会理事。
2. 美术考古学社。只有筹备未正式成立，出版过“中国考古”第一期。